# Myristica millepunctata
Myristica millepunctata là một loài thực vật thuộc họ Myristicaceae. Đây là loài đặc hữu của Indonesia.